# Your Love Is My Drug
Your Love Is My Drug è un brano musicale della cantautrice Kesha, pubblicato il 20 aprile 2010 dall'etichetta discografica RCA.
La canzone è stata scritta da Joshua Coleman, Kesha Sebert e Pebe Sebert e prodotta da Dr. Luke, Benny Blanco e Ammo ed è stata estratta come singolo dall'album di debutto della cantante, Animal. Il video del brano ha ottenuto la certificazione VEVO per aver superato le 100 milioni di visualizzazioni.

## Video
Il video musicale di Your Love Is My Drug è stato diretto da Honey. È stato girato tra il 6 aprile e il 7 aprile 2010 nel deserto del Lancaster, in California.

## Tracce
Promo - Digital (RCA - (Sony)
1. Your Love Is My Drug - 3:07

## Classifiche
| Classifica (2010)      | Posizione raggiunta |
| ---------------------- | ------------------- |
| Australia              | 3                   |
| Austria                | 12                  |
| Belgio (Fiandre)       | 27                  |
| Belgio (Vallonia)      | 42                  |
| Canada                 | 6                   |
| Danimarca              | 34                  |
| Estonia                | 3                   |
| Europa                 | 34                  |
| Germania               | 19                  |
| Irlanda                | 10                  |
| Italia                 | 31                  |
| Nuova Zelanda          | 15                  |
| Paesi Bassi            | 22                  |
| Regno Unito            | 13                  |
| Repubblica Ceca        | 21                  |
| Slovacchia             | 9                   |
| Spagna                 | 30                  |
| Svizzera               | 29                  |
| Ungheria               | 22                  |
| U.S. Billboard Hot 100 | 4                   |